# Acartauchenius depressifrons
Acartauchenius depressifrons är en spindelart som beskrevs av Simon 1884. Acartauchenius depressifrons ingår i släktet Acartauchenius och familjen täckvävarspindlar. Inga underarter finns listade i Catalogue of Life.